# Helena Paparizou
Helena Paparizou (in greco Έλενα Παπαρίζου?, Élena Paparízou; Borås, 31 gennaio 1982) è una cantante svedese di etnia greca.
Salì alla ribalta come membro del duo Antique, formato con l'amico Nikos Panagiotidis, che riscosse un discreto successo nei paesi scandinavi e di lingua greca e con cui rappresentò la Grecia all'Eurovision Song Contest 2001, classificandosi al 3º posto con il brano (I Would) Die for You.
Il duo si sciolse nel 2003, anno in cui dopo aver firmato un contratto con l'etichetta discografica Sony Music, pubblicò il suo singolo di debutto, Anapandites kliseis, seguito nel 2004 dal primo album da solista, Protereotita. L'album riscosse un discreto successo in Svezia ma soprattutto in Grecia e Cipro. Sull'onda del successo fu selezionata nel 2005 per rappresentare nuovamente la Grecia all'Eurovision Song Contest 2005, vincendo la manifestazione con il brano My Number One.
Detiene il record per il maggior numero di MAD Video Music Awards vinti (28), a cui si aggiunge uno European Border Breakers Awards e un MTV Europe Music Awards come miglior artista greca.

## Biografia
Helena è nata a Borås, nella contea di Västra Götaland, come terzogenita dei coniugi Giorgos Paparizos ed Eufrosynī Paparizou, originari dell'unità periferica di Karditsa, nella Tessaglia occidentale.
Nel 1985 la famiglia, che comprendeva anche il fratello maggiore, Konstantinos, e la sorella maggiore, Arete, si trasferì a Volo poiché Helena soffriva d'asma e non poteva quindi sostenere il clima svedese. Dopo due anni il problema si risolse parzialmente, tanto da permettere alla famiglia di trasferirsi nuovamente a Göteborg, dove Helena frequentò una scuola greca.

### Carriera musicale

#### Il debutto con gli Antique
Nel 1999, all'età di diciassette anni, assieme all'amico d'infanzia Nikos Panagiotidis, anch'egli svedese di origini greche, formò il duo Antique, incidendo il primo singolo, Opa opa, che riscosse un discreto successo in Scandinavia e Italia venendo certificato oro in Danimarca e Italia e platino in Svezia.
Dopo due anni, il duo decise di prendere parte all'Ellinikós Telikós 2001 con il brano (I Would) Die for You, selezionato per rappresentare la Grecia all'Eurovision Song Contest 2001. Alla manifestazione europea i due riuscirono a raggiungere il 3º posto con 147 punti, portando alla Grecia il miglior risultato dal debutto del 1974. Il brano sarà l'apripista del loro secondo album, Die for You.

#### La carriera da solista
Nel 2003, nonostante il grande successo, il duo si sciolse ed Helena intraprese la carriera da solista sotto l'egida di Sony Music. Sul finire dell'anno pubblicò il suo singolo di debutto, Anapandites kliseis, seguito nel 2004 dal suo primo album da solista, Protereotita.
Visto l'ampio riscontro commerciale sia in Grecia che in Svezia, l'emittente radiotelevisiva greca Ellinikí Radiofonía Tileórasi (ERT) la selezionò internamente per rappresentare nuovamente il paese balcanico all'Eurovision Song Contest 2005. Il brano da presentare fu scelto attraverso una selezione nazionale, che premiò My Number One, scritto e composto da Natalia Germanou, Manos Psaltakis e Christos Dantis. Helena si esibì direttamente nella finale dell'evento, grazie al risultato conseguito dalla Grecia nell'edizione precedente, e riuscì a vincere totalizzando 230 punti. Al di fuori della manifestazione, il singolo riscosse un discreto risultato commerciale, venendo certificato disco d'oro in Grecia e Svezia e raggiungendo discrete posizioni in svariate classifiche settimanali europee. Visto il successo del singolo, furono rilasciate due nuove versioni del suo primo album e nel 2007 le fu assegnato l'European Border Breakers Awards.
Nel 2014 prese parte al Melodifestivalen con il brano Survivor, riuscendo a qualificarsi per la finale dai duelli e classificandosi al 4º posto. Nello stesso anno pubblicò il suo settimo album, One Life.

## Discografia

### Con gli Antique

#### Album in studio
- 1999 - Mera me tī mera
- 2001 - Die for You
- 2002 - Me logia ellīnika
- 2003 - Allī mia fora
- 2003 - Blue Love

### Solista

#### Album in studio
- 2004 - Protereotita
- 2006 - Iparhi logos
- 2006 - The Game of Love
- 2008 - Vrisko to logo na zo
- 2010 - Giro apo t'oneiro
- 2013 - Ti ora tha vgoume?
- 2014 - One Life
- 2017 - Ouranio toxo
- 2021 - Apohrosis